# Le Siècle de Sartre
Le Siècle de Sartre est un livre de Bernard-Henri Lévy paru aux éditions Grasset en janvier 2000.

## Résumé
Dans cet essai, Bernard-Henri Lévy se propose de mener une enquête philosophique sur Jean-Paul Sartre, une enquête qui retrace l’itinéraire de la « pensée-Sartre », mais inévitablement, aussi, le parcours de sa vie, en mêlant la biographie et l'analyse de l'œuvre de Sartre,.

## Réception critique
L'accueil critique lors de la sortie du livre en 2000 est mitigé.
L’auteur du Siècle de Sartre n’est qu’un « pontife de carnaval », pour Hervé Darbro, dans L'Action française : « C’est, à croire la presse, l’événement philosophique de l’année. Pensez donc ! Sartre, éclipsé depuis deux décennies par d’autres modes, revient de faire la une de tous les gratte-papiers de France et de Navarre. Et l’artisan principal de cet événement aussi inattendu que bouleversant ? BHL bien sûr». 
« Le cirque BHL est monté pour finir là : dans un tombeau de papier signé Lévy », écrit Philippe Lançon dans Libération. Il reconnaît que Le Siècle de Sartre est « un livre touchant, débordant », mais en se demandant « Est-ce Sartre ou « BHL » tel qu’il se rêve et vit ? Même Dieu l’ignore. On dit pourtant que le Très-Haut a rencontré Lévy et l’appelle « Bernard », comme ses amis ; qu’ils déjeunent chez Lipp et draguent des filles ensemble. On dit que « Bernard » ne supporterait pas que Dieu en dise trop, ou trop peu, sur lui. Mais on dit tellement de choses».
Toutefois, les commentaires négatifs sont proportionnellement moins nombreux que les commentaires positifs dans la presse. Le Siècle de Sartre est bien accueilli, dans l’ensemble, par les critiques et le public[réf. souhaitée].
Ainsi Daniel Bermond dans L’Express écrit : « Il fallait qu'un grand livre couronne les vingt ans de la mort de Sartre. Il y en eut de bons, de très bons même, en ce début d'année, mais sans doute celui de Bernard-Henri Lévy l'emporte-t-il par une sorte de grâce qui l'habite tout entier au point de pousser la défense de l'auteur des Mots un peu loin, un peu trop loin... On peut ne pas être d'accord sur tout avec BHL, ne pas le suivre dans un plaidoyer qui exonère son personnage de quelques erreurs trop lourdes pour gagner la conviction du lecteur, mais on peut difficilement être insensible au souffle de cette écriture passionnée, à l'intelligence de cette enquête philosophique ». Pour Olivier Barrot, dans l'émission Un livre, un jour (France 3), « Le Siècle de Sartre n'est pas une biographie mais plutôt une plongée sélective dans certaines régions du continent Sartre». Pour Robert Maggiori dans Libération, « Le Siècle de Sartre de Bernard-Henri Lévy est un livre extrêmement intéressant, discutable en tous points, écrit avec talent, exubérant, parfois exaspérant, toujours excitant (...)».
Les chroniqueurs du Monde ne sont pas en reste : « Avec ce gros livre, Bernard-Henri Lévy écrit sa propre aventure de la liberté. C’est aujourd’hui qu’il est jeune, bien plus qu’il y a dix ans », écrit Josyane Savigneau. « Parier sur Sartre, ce serait comme un souffle de jeunesse, « royal cadeau à ceux qui entendent bien entrer dans une France qui aura, en effet, tourné la page de Maurras, Barrès, Péguy, Vichy, et le reste ». Est-ce possible ? Lévy semble le croire et on a envie de le suivre. Envie d’abord de lire et relire Sartre, non comme un document historique, non pour clore « son » siècle, mais pour inventer, avec joie, le suivant». Pour Bertrand Poirot-Delpech, toujours dans Le Monde, « Le mérite personnel n’est pas mince de la part de ce camusien notoire [Bernard-Henri Lévy], traité naguère d’agent de la CIA par le « clan » [sartrien], de sauver l’écrivain de ses ennemis et de ses veuves. De lui rendre ses droits à la complexité ». Autre chroniqueur du Monde, Michel Contat décrit le livre comme « animé du souffle de la conviction, parcouru occasionnellement d'effets de manches, mais soutenu par une vraie passion philosophique ».
D'autres critiques sont de la même veine. Ainsi pour Gilles Anquetil dans Le Nouvel Observateur, c'est une « passionnante enquête philosophique ». C'est « un livre qui parle de nous à tous les âges, un livre d’histoire et d’idées, de chair et de fureur », pour Catherine Clément dans L'Événement du jeudi. « L’essai de Bernard-Henri Lévy est extraordinairement intelligent, plaisant, euphorisant. », selon Jean-Jacques Brochier, dans Le Magazine littéraire. « D’une parfaite visibilité, révélant un esprit informé, érudit même, mais se gardant de tout pédantisme, nuancé, honnête dans l’examen de ces « pour » et de ces « contres » qui respectent le lecteur, sans que l’auteur cherche à dissimuler sa sympathie pour le modèle. Un beau travail, comme on dit », reconnaît Maurice Nadeau, dans La Quinzaine littéraire.
À l'étranger, après la sortie du livre en 2003 avec Sartre: The Philosopher of the Twentieth Century,  l'universitaire anglais David Coward, dans The Independent, indique que pour Bernard-Henri Lévy, Jean-Paul Sartre est devenu un « activiste totalitaire » justifiant les régimes les plus despotiques après avoir été, dans la première partie de sa vie, un idéaliste aspirant à un « monde meilleur ». Pour Jonathan Judaken de l'université de Memphis « le Sartre de Lévy est convaincant » quand il décrit Sartre avec un « visage de Janus ». BHL préfère l'existentialisme sartrien qui précède « Sartre le marxiste » qu'il veut déconstruire.

## Éditions
- Le Siècle de Sartre, Éditions Grasset, 2000, 663 p. (ISBN 978-2-246-59221-1)
- Sartre: The Philosopher of the Twentieth Century, traduction par Andrew Brown, 2003, Polity Press,  (ISBN 0-7456-3009-X)[1],[15].